# NGC 558
NGC 558 is een elliptisch sterrenstelsel in het sterrenbeeld Walvis. Het hemelobject ligt 204 miljoen lichtjaar van de Aarde verwijderd en werd op 1 februari 1864 ontdekt door de Duits-Deense astronoom Heinrich Ludwig d'Arrest.

## Synoniemen
- PGC 5425
- ZWG 385.143
- NPM1G -02.0039
- DRCG 7-5